# Gyertyánffy Berta
Bobdai Gyertyánffy Berta (gróf Nákó Kálmánné; Tolvád, 1819. március 13. – Nagyszentmiklós, 1882. december 22.) magyar festő- és zongoraművész, Wittelsbach Erzsébet magyar királyné cs. kir. palotahölgye, gróf Nákó Kálmán politikus felesége.

## Származása

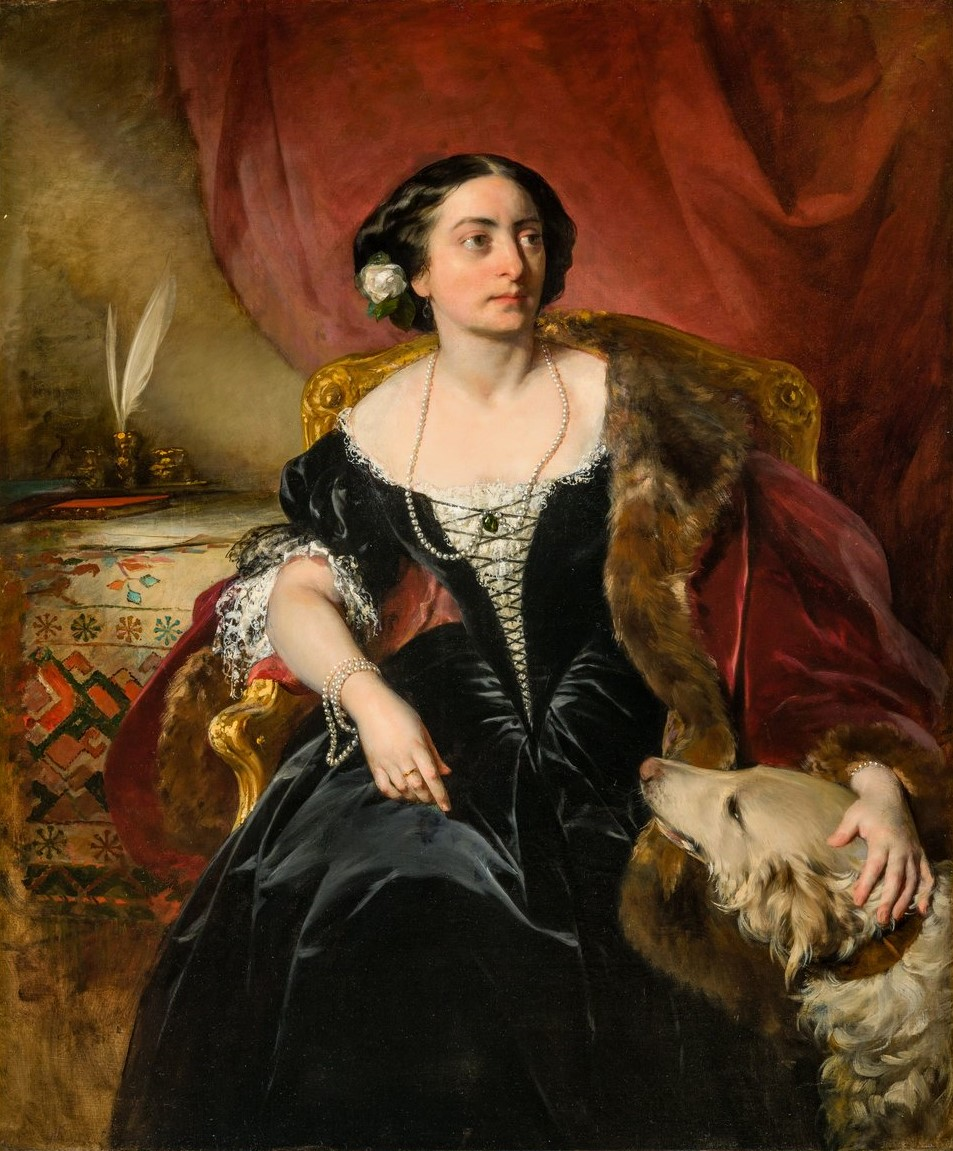
Tanára, Friedrich von Amerling festménye róla 1855-ben

Apai ágon nemes bobdai Gyertyánffy család sarja,  nagyapja Gyertyánffy Kristóf. Eredeti nevük Dserák, amelynek örményről magyarra fordított jelentése gyertya. Családját 1795-ben emelték nemesi rangra.
1819-ben született bobdai Gyertyánffy Dávid és Bydeskuthy Jeanette egyetlen ismert lányaként. Kisgyermek volt, mikor édesanyja meghalt, édesapja 1827-ben újranősült ivándai Karátson Vilmával (becenevén: Mina), akitől Bertának született egy féltestvére, Gyertyánffy Lilla.
Halálával kihalt a Gyertyánffy család tolvádi ága.

## Életútja
A vajdasági Nagybecskereken ismerkedett meg egy bálon férjével, gróf Nákó Kálmán politikussal, aki 1842. június 9-én vette őt nőül. Apósa és anyósa, gróf Nákó Sándor és Festetics Terézia grófnő ellenezték házasságukat, mivel a Gyertyánffy család nem rendelkezett főnemesi ranggal. A legenda szerint Nákó Kálmán revolvert fogott a helyi papra, hogy kiadja házassági nyilatkozatukat. Nákó Kálmán 1862 és 1864 között építette a nagyszentmiklósi Nákó-kastélyt. E birtokuk mellett a bécsi palotájukban (a későbbi Dorotheum épülete) és a schwarzaui kastélyukban is éltek. A párnak két gyermeke született:
- Nákó Malvina (1843. október 11 – 1863. augusztus 19.),
- Nákó Sándor (Bécs, 1846. december 9. – Arco, 1889. december 22.), felesége Wittenberg Szabina Erzsébet. Az ő gyermekük volt ifjabb gróf Nákó Sándor.

Gyertyánffy Bertát 1867-ben palotahölggyé, csillagkeresztes hölggyé nevezte ki Erzsébet királyné olyan nagyasszonyok mellett, mint Kendeffy Katinka vagy Pálffy Gabriella.

### Művészként
A kor egyik legműveltebb nője volt, szalonját zenészek és festők látogatták, közöttük Richard Wagner és Liszt Ferenc is, emellett férjével buzgó műgyűjtők voltak. Bécsben olyan prominens művészek társaságát élvezte, mint Hans Makart, Carl Rahl, August von Pettenkofen, Charles Müller vagy Giacomo Meyerbeer.

### Festészete

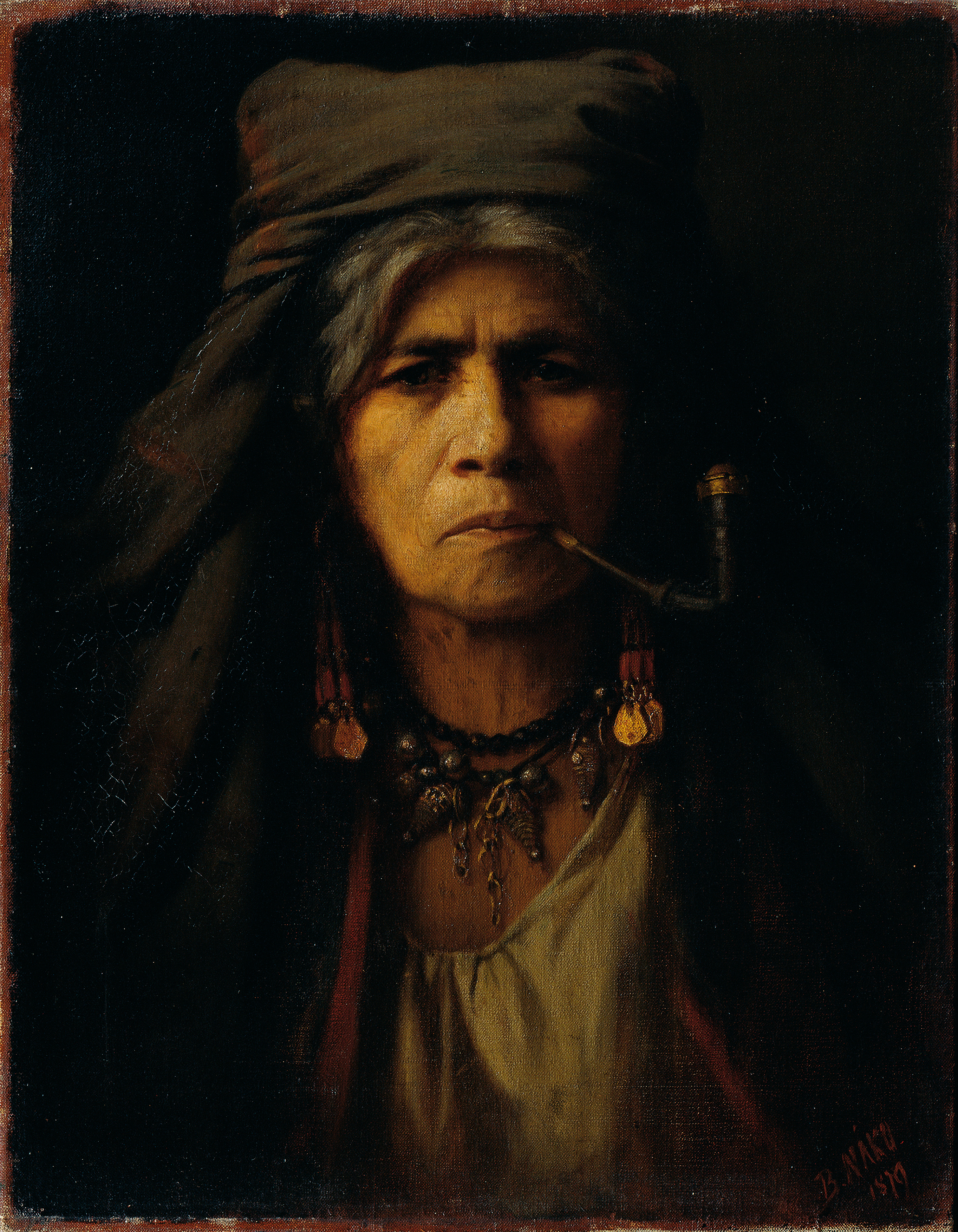
Zigeunerin (1879)

A Sankt Pölten-i Angolkisasszonyok zárdájában tanult rajzolni. 1839 és 1840 között a tolvádi Gyertyánffy-kúriában tartózkodó Friedrich Baudri vándorfestőtől sajátította el az olajfestés technikáját. Közte és mestere között kölcsönös vonzalom alakult ki, ezt megakadályozva édesapja, Gyertyánffy Dávid elküldte a birtokról a művészt. Ezt követően Ignaz Raffalttól és Friedrich von Amerlingtől tanult festészetet Bécsben. Amerling 1855-ben olajfestményt készített róla. Az említett mű ma a Szépművészeti Múzeum tulajdona. Amerlingen kívül Franz Ádámnak, Josep Neugebauernek, Franz Lenbachnak és Franz Schortzbergnek is modellt állt. 
Gyertyánffy leggyakrabban portrékat alkotott. Cigánylány és Pirkó című képeit jelenleg a Magyar Nemzeti Galéria őrzi, de előbbi korábban a Bécsi Műtörténeti Múzeumban volt kiállítva. A festői karrieren kívül tehetséges zongoraművésznő volt, jótékonysági hangversenyeken lépett fel cigányzenészekből álló kíséretével.
Többek között olyan helyeken is megfordult, mint Egyiptom, Franciaország, Bayreuth.

### Halála és öröksége
Élete végén családi tragédiák következtek be: anyósa és édesapja hét hónap különbséggel 1873-ban, nagynénje 1874-ben, mostohaanyja 1880-ban hunyt el. Unokája Nákó Sándor, Fiume város kormányzója.
1882. december 23-án reggel nyolc órakor Nagyszentmiklóson rövid szenvedés után szívhűdésben elhunyt. 1882. december 25-én temették el római katolikus szertartás szerint a családi sírboltba. Emlékére 1883-ban férje megalapította Nagyszentmiklóson a Berta Közkórház-at, amely ma is működik.
1906-ban gyűjteményes tárlata volt az Iparművészeti Múzeumban.
2016-ban Nagyszentmiklóson kiállítottak egy őt és férjét ábrázoló életnagyságú szobrot, mely Aurel Gheorghe Ardeleanu alkotása. (A szobrászművész korábban 2012-ben a pár gyermekéről, gróf Nákó Sándorról készített szintén életnagyságú szobrot.)